# Burehällornas naturvårdsområde
Burehällornas naturvårdsområde är ett naturvårdsområde (som sedan 1999 likställs med naturreservat) i Skellefteå kommun i Västerbottens län. 
Naturvårdsområdet bildades 1984 och omfattar 7 hektar. Det ligger utanför Tällön på Burekusten, söder om Skellefteå och består av Hällar, sandstränder och tallskog